# Бендзин-Ксавера
Бендзин-Ксавера (пол. Będzin Ksawera) — остановочный пункт железной дороги (платформа) в городе Бендзин (расположен в дзельнице Ксавера), в Силезском воеводстве Польши. Имеет 1 платформу и 2 пути.
Остановочный пункт на железнодорожной линии Варшава — Катовице, построен в 1957 году.